# Диелектрична проницаемост
Диелектричната проницаемост е физична величина, описваща как електричното поле влияе на диелектрична среда и как се променя самото то в резултат на това взаимодействие. Диелектричната проницаемост се определя от способността на материала да се поляризира в резултат от приложеното електрично поле, и във връзка с това частично да неутрализира полето в материала. Ето защо диелектричната проницаемост се отнася до свойството на материала да провежда (или да „позволява“ наличието на) електричното поле, т.е. се отнася до т. нар. електрична възприемчивост.
Диелектричната проницаемост е свързана с множество други физични величини като електрически капацитет и скорост на светлината. Например в кондензатора използването на материал с по-голямата диелектрична проницаемост позволява даден електричен заряд да се натрупа при по-малко напрежение, респ. води до по-голям капацитет на кондензатора при еднакви други параметри.
- Абсолютната диелектрична проницаемост ε е отношението на електричната индукция D към интензитета E на електричното поле в условията на вакуум и е една от фундаменталните константи във физиката. Стандартната SI размерност за диелектрична проницаемост е фарад на метър (F/m или F·m−1).[1]

{\displaystyle \varepsilon _{0}={\frac {1}{c^{2}\mu _{0}}}\approx 8,8541878176} × 10-12 F/m,
където {\displaystyle c} е скоростта на светлината, а {\displaystyle \mu _{0}} e магнитната проницаемост на вакуума. Всички константи са дефинирани в единици от SI. Размерността може да се изрази и с други мерни единици:
{\displaystyle {\frac {\text{F}}{\text{m}}}={\frac {\text{C}}{{\text{V}}{\cdot }{\text{m}}}}={\frac {{\text{C}}^{2}}{{\text{N}}{\cdot }{\text{m}}^{2}}}={\frac {{\text{C}}^{2}{\cdot }{\text{s}}^{2}}{{\text{kg}}{\cdot }{\text{m}}^{3}}}}
{\displaystyle \,\varepsilon _{0}} фигурира също в константата на Кулон {\displaystyle {\frac {1}{4\pi \epsilon _{0}}}} (виж Електростатика).
Ако средата е хомогенна (еднородна) и изотропна (с еднакви свойства във всички посоки), диелектричната проницаемост е константа (наричана още диелектрична константа) и съвпада с:
- Относителната диелектрична проницаемост {\displaystyle \varepsilon _{r}}, която се определя числено от отношението на капацитета на кондензатор с разглеждания диелектрик между плочите към капацитета на същия кондензатор с вакуум между плочите, т.е.

{\displaystyle \varepsilon _{r}={\frac {\varepsilon }{\varepsilon _{0}}}}.
В общия случай обаче диелектричната проницаемост е тензор от (ранг 2) свързан с интензитета на индуциращото електрично поле:
{\displaystyle {\mathbf {P} }=\varepsilon _{0}\chi _{e}{\mathbf {E} }}
където {\displaystyle \,\varepsilon _{0}} е диелектричната проницаемост на вакуума,
P – плътност на поляризацията
Диелектричната проницаемост на средата е свързана с (ди) електричната възприемчивост {\displaystyle \chi _{e}\ } посредством:
{\displaystyle \chi _{e}\ =\varepsilon _{r}-1}
В случай че средата е вакуум:
{\displaystyle \chi _{e}\ =0}
Електричната индукция D е свързана с плътността на поляризация P чрез равенството:
{\displaystyle \mathbf {D} \ =\ \varepsilon _{0}\mathbf {E} +\mathbf {P} \ =\ \varepsilon _{0}(1+\chi _{e})\mathbf {E} \ =\ \varepsilon \mathbf {E} }
| Вещество                                      | εr          | Вещество                            | εr      |
| --------------------------------------------- | ----------- | ----------------------------------- | ------- |
| Вакуум                                        | 1,0         | Въздух                              | 1,00059 |
| Вода                                          | 80,1        | Вода (f = 2,54 GHz)                 | 77      |
| Морска вода                                   | 72          | Амоняк (0 °C)                       | 1,007   |
| Лед (−20 °C)                                  | ≈ 100       | Лед (−20 °C, f > 100 kHz)           | 3,2     |
| Суха земя (почва)                             | 3,9         | Влажна земя (почва)                 | 29      |
| Суха дървесина                                | 2 – 3,5     | Хартия                              | 1,4     |
| Гума                                          | 2,4         | Специална керамика                  | 10 –20  |
| Стъкло                                        | 6 – 8       | Порцелан                            | 2 – 6   |
| Полиетилен (PE)                               | 2,25        | Полиетилен (90 °C)                  | 2,4     |
| Политетрафлуоретилен (PTFE или Тефлон)        | 2 – 2,1     | Полипропилен (PP) (90 °C)           | 2,1     |
| Полистирол                                    | 2,56        | Полистиролна пяна (Стиропор ® BASF) | 1,03    |
| Гетинакс (FR-2), Епоксидно фибростъкло (FR-4) | 4,3 – 5,4   | Поливинилхлорид (PVC)               | 3 – 4   |
| Кварц                                         | 3,8         | Слюда                               | 5,4     |
| Силиций (чист)                                | 11,8        | Германий                            | 16,6    |
| Двуалуминиев триокис                          | 3,09 – 3,14 | Алуминиев оксид (Глина)             | 9       |
| Електроизолационна хартия                     | 4,3         | Шеллак                              | 3 – 4   |
| Парафин                                       | 2,2         | Калиев хлорид                       | 4,94    |
| Петрол                                        | 2           | Бензол                              | 2,28    |
| Метанол                                       | 32,6        | Пропанол                            | 18,3    |
| Танталпентоксид                               | 27          | Глицерин                            | 42,5    |
| Акрилонитрил-бутадиен-стирен (ABS) (30 °C)    | 4,3         | Бариев титанат                      | 103–104 |